# Союз українок Америки
Союз Українок Америки (СУА, англ. Ukrainian National Women's League of America, UNWLA) — постав 1925 з об'єднання п'ятьох жіночих товариств Нью-Йорка й околиць з метою плекання української свідомості, організації освітньої та виховної праці, участі в жіночому русі та допомоги рідному краєві.
З лютого 2022 року СУА зосередили свою діяльність на гуманітарній допомозі та адвокації у відповідь на російське вторгнення в Україну. За даними звіту Diaspora Emergency Action & Coordination (DEMAC), організація зібрала приблизно 750 000 доларів США на гуманітарні потреби протягом одного місяця.

## Історія
Розвиток СУА активізували скликані ним жіночі конгреси 1932 у Нью-Йорку і 1948 у Філадельфії (тоді ж за співучастю СУА створено Світову Федерацію Українських Жіночих Організацій — СФУ ЖО).

## Структура
З 1959 триступенева організація; 1976 115 відділів (1932 — 40, 1948 — 60), що згуртовані у 9 округах; бл. 5000 чл. Центральний осідок 1925-43 і з 1975 у Нью-Йорку, 1943-74 у Філадельфії.

## Ділянки праці
Ділянки праці:
- суспільна опіка — допомога постраждалим від повені в Карпатах (1927) і пацифікації у Галичині (1930), біженцям у Німеччині й Австрії (1946 — 48), постраждалим від землетрусу в Югославії (1969), переселення вдів з дітьми з Західної Європи до США (1950), опіка над школами українознавства в Німеччині, Австрії (з 1954), Бельгії (з 1963) та над самітними жінками похилого віку в Європі (1958), стипендії, зокрема для учнів у Бразилії з 1972 (у 1976—138 стипендіятів);
- виховна — 26 дитячих світличок у США;
- 1961 заходами округи СУА у Клівленді відкрито пам'ятник Лесі Українки за проєктом М. Черешньовського;
- 1932 СУА купив збірки народного мистецтва в Галичині;
- 1967 відкрив постійну музейну виставку в Українському Інституті Америки в Нью-Йорку, перетворену 1976 на Український Музей у власному домі;[6]
- 64 Відділ у Нью-Йорку влаштовує щорічно виставки образотворчого мистецтва, влаштував покази іст. укр. ноші у США й Канаді, видав збірку перекладів Лесі Українки «Дух полум'я» в англійському перекладі Персіфаля Канді, кілька альбомів українських узорів і книг куховарських приписів.

## Видання
1938 почали виходити «Вісті СУА» як сторінка в газеті «Америка», з 1944 журнал «Наше Життя» (з 1972 — ред. У. Любович, у 2009 — Тамара Стадниченко).

## Партнерство
З 1949 СУА входить до Генеральної Федерації Жіночих Клубів, а з 1952 — Національної Ради Жінок Америки. СУА бере участь у численних конвенціях і конгресах, підтримує зв'язки з українськими централями — Українським Конгресовим Комітетом і ЗУАДК, у яких є членом-засновником.

## Персоналії

### Голови СУА
- Юлія Шустакевич (1925), Юлія Ярема (1925 — 31), Олена Лотоцька (1931 — 34 і 194 — 65), Анастасія Ваґнер (1935 — 39), А. Кмець (1934 — 35 і 1939 — 43), Стефанія Пушкар (1965 — 71), Лідія Бурачинська (1971 — 74), Іванна Рожанковська (1974—1987).

### Почесні члени СУА
- Андрушків Софія (1990)

## Нагороди
- Почесна Грамота Президента України за активну благодійницьку діяльність у гуманітарній сфері (16 серпня 2002)[7]